# 樋口大喜
樋口 大喜（ひぐち だいき、1991年9月10日 - ）は、日本のディスクジョッキー、ナレーター、司会者。FM802所属。体格は小柄。

## 略歴
淡路島出身。関西大学第一高等学校を経て、2014年9月に関西大学法学部を卒業。
大学ではキャンパスDJや実況、テレビ番組の司会などを経験。薄田ジュリアや永島優美、宇垣美里らと共にMissCam.TVに出演していた。
2014年のFM802DJオーディションで合格。DJたちからは、"大喜び"と呼ばれている。元FM COCOLOのヒロ寺平とは師弟関係であり、一緒にヨットを乗りに行く仲である。合コンに行く際のファッションを見て、FM802のDJ中島ヒロトに「お前はパプリカか」と言われたことがある。
2021年1月19日、天満天神繁昌亭の夜席「電波寄席」にて落語初挑戦。同年1月31日より、音声SNS「Clubhouse」を使用した「Club house寄席」を、桂雀太、桂紋四郎、笑福亭笑利、桂九ノ一とともに開始。MCをつとめる。
2023年10月27日以降、自身で落語を披露する際、高座名鳴乃家喜八（なるのやきはち）として活動。
西日本ハンバーガー協会広報部長を務めている。

## 出演

### 現在の出演番組
FM802
- アコム Somethin'New（2022年10月 - ）
- Saturday Amusic Islands Afternoon Edition（2023年4月 - ）

読売テレビ
- 音道楽√（2024年7月 - ）

NHK
- 上方 推しらくご（2025年4月 - ）

### 過去の出演番組
FM802
- LNEM 〜エルネム〜（金曜未明〈木曜深夜〉担当、2014年10月 - 2015年10月、土曜未明（金曜深夜）担当、2015年10月 - 2016年3月）
- FLiPLiPS（2015年9月 - 11月)
木曜の番組内コーナー「どっちもたかつき」に出演。実際に高槻に移住していた。
- DASH FIVE!（月 - 水曜担当、2016年4月 - 2018年3月）
- RADIO ∞ INFINITY（2018年4月 - 2023年3月）
- 802 DINOSAUR（2019年10月 - 2023年3月）
- MUSIC Play-STANDARD（2024年4月8日 - 4月12日、4月29日 - 5月3日）
- FM802 Headline News & Weather Information（水・木曜午前担当、2024年7月 - 2025年3月）

朝日放送ラジオ
- ドッキリ!ハッキリ!三代澤康司です（2024年4月10日）- ゲスト出演
- よな水リターンズ 37夜目（2024年4月24日）- ゲスト出演

読売テレビ
- 平成紅梅亭 PRESENTS エモいRAKUGO（2024年3月6日）- ゲスト出演

NHK
- とっておき!朝から笑タイム（あさわらまくら大賞、2024年5月 - 9月） - 審査員

### 映画
- ゴリラホール（2025年公開予定） - イベント司会者 役[10]

### CM
- アコム（2025年 - ）[11]

### 落語会
- 電波寄席
  - 第1回（2021年1月19日）演目「時うどん」
  - 第2回（2021年9月7日）演目「動物園」
  - 第3回（2022年6月6日）演目「手水廻し」
  - 第4回（2023年1月13日）演目「つる」
  - 第5回（2024年8月20日）口上のみ
  - 第6回 in神戸 港町慕情編（2025年3月14日）演目「代書屋」

- 紅楽葉寄席
  - 大阪（2021年3月11日）
  - 東京（2021年3月17日）
  - 福井（2021年4月29日）※音声出演
  - 山形（2021年9月11日）
  - 京都（2022年1月10日）
  - 大阪（2022年3月9日）

- スペシャ寄席
  - 其の一 大阪（2021年7月19日）
  - 其の二 江戸如月編（2022年2月16日）
  - 其の三 ラブシャ編（2022年8月26日 - 28日）
  - 其の四 フラカン全開の噺編（2023年10月2日）

- ライブハウス寄席

2021年5月3日　Music Club JANUS
- ザ・イエロー・モンキー寄席

2022年7月30日 制作担当
- ブルックリン寄席-梅に鷹-

2023年10月27日 ブルックリンパーラー大阪　演目「上燗屋」
- 鳴乃家喜八の会
  - 2024年7月3日 中津テキトコ 演目「上燗屋」「死神」
  - 2025年1月30日 中津テキトコ　演目「代書屋」

他ゲスト出演落語会
- ファンキートラディショナル（2021年8月2日） - MC担当
- FM802音色キッチン（2023年6月1日）演目「時うどん」
- 危ない二人〜雀太・宮治二人噺〜（2023年9月22日） - MC担当
- 花形落語家フェスティバル（2025年4月1日 - 5月1日） - アンバサダー

### その他出演
- SWEET LOVE SHOWER（2023年、2024年）- 配信番組MC
- ヤングタイガー2024（2024年3月20日）- ステージMC
- ハンブレッダーズドキュメンタリー2022 - 2023『ビートアディクション』 - ナレーション